# Vízilabda a 2013-as úszó-világbajnokságon
A vízilabda-világbajnokságokat a 2013-as úszó-világbajnokságon július 23. és augusztus 1. között rendezték meg.

## Éremtáblázat
|          | Nemzet        | Arany | Ezüst | Bronz | Összesen |
| 1        | Magyarország  | 1     | 0     | 1     | 2        |
| 2        | Spanyolország | 1     | 0     | 0     | 1        |
| 3        | Ausztrália    | 0     | 1     | 0     | 1        |
| 3        | Montenegró    | 0     | 1     | 0     | 1        |
| 5        | Horvátország  | 0     | 0     | 1     | 1        |
| Összesen | Összesen      | 2     | 2     | 2     | 6        |

## Férfi
| Arany | Ezüst | Bronz |
| Magyarország · Decker Attila · Nagy Viktor · Bátori Bence · Bedő Krisztián · Decker Ádám · Gór-Nagy Miklós · Hárai Balázs · Hosnyánszky Norbert · Madaras Norbert · Szivós Márton · Varga Dániel · Varga Dénes · Vámos Márton | Montenegró · Zdravko Radić · Draško Brguljan · Vjekoslav Pasković · Antonio Petrović · Darko Brguljan · Ugo Crousillat · Mlađan Janović · Nikola Janović · Aleksandar Ivović · Sasa Misić · Filip Klikovać · Predrag Jokić · Miloš Šćepanović | Horvátország · Josip Pavić · Luka Lončar · Ivan Milaković · Fran Paskvalin · Maro Joković · Luka Bukić · Petar Muslim · Andro Bušlje · Sandro Sukno · Nikša Dobud · Anđelo Šetka · Paulo Obradović · Marko Bijač |

## Női
| Arany | Ezüst | Bronz |
| Spanyolország · Marta Bach · Andrea Blas · Anna Espar · Laura Ester · Maica García Godoy · Patricia Herrera · Laura López · Ona Meseguer · Lorena Miranda · Matilde Ortiz · Jennifer Pareja · María del Pilar Peña · Roser Tarragó | Ausztrália · Lea Barta · Jayde Appel · Hannah Buckling · Holly Lincoln-Smith · Isobel Bishop · Bronwen Knox · Rowena Webster · Glencora Ralph · Zoe Arancini · Ashleigh Southern · Keesja Gofers · Nicola Zagame · Kelsey Wakefield | Magyarország · Bolonyai Flóra · Kasó Orsolya · Antal Dóra · Bujka Barbara · Garda Krisztina · Illés Anna · Keszthelyi Rita · Kisteleki Dóra · Menczinger Katalin · Miskolczi Ibolya Kitti · Szűcs Gabriella · Takács Orsolya · Tóth Ildikó |